# Carl von Clausewitz
Carl Phillip Gottlieb von Clausewitz, född 1 juni 1780 i Burg bei Magdeburg, död 16 november 1831 i Breslau, var en preussisk general och militärteoretiker.
Hans namn är berömt genom bokverket Om kriget, originaltitel Vom Kriege, som utgavs postumt 1832–1834 av hans änka Marie.

## Biografi
Carl von Clausewitz föddes 1780 i staden Burg, drygt 10 mil sydväst om Berlin. Hans far hade tjänat som löjtnant i den preussiska armén under sjuårskriget, och den unge Carl tog värvning redan i tolvårsåldern. Året därpå tjänade han som fänrik och fanbärare under fälttåget mot Frankrike, och posterades under sju års tid vid regementet i Neuruppin. Han antogs vid Allgemeine Kriegsschule i Berlin 1801, och fick två år senare tjänst som adjutant och lärare åt prins August av Preussen. Clausewitz kämpade i slaget vid Jena och slaget vid Auerstedt 1806 i en grenadjärbataljon och blev krigsfånge. Efter nederlaget mot Frankrike arbetade Clausewitz med återuppbyggnaden av den preussiska armén, men begärde avsked 1812 när kung Fredrik Vilhelm III anslöt sig till Napoleons fälttåg mot Ryssland. Clausewitz tog istället värvning i den ryska armén, och deltog bland annat i slaget vid Borodino. Två år senare återinträdde han i preussisk tjänst och deltog i slaget vid Waterloo som stabschef vid en av Blüchers kårer.
Det var efter utnämningen till administrativ chef för Allgemeine Kriegsschule i Berlin 1817 som von Clausewitz påbörjade arbetet med Vom Kriege. Han befordrades året därpå till generalmajor och hann med en sista krigstjänstgöring, som chef över 2 artilleriinspektionen i Breslau fram till dess han insjuknade i kolera och dog i november 1831.
Clausewitz begravdes i Breslau. Hans hustru Marie, född grevinna von Brühl, gav senare postumt ut hans verk Om kriget. Kvarlevorna av Clausewitz och hustrun flyttades till en minnesplats på Ostfriedhof i födelseorten Burg bei Magdeburg 1971.

## Inflytande
Carl von Clausewitz har kallats för västvärldens viktigaste och mest inflytelserika militära tänkare. Denna ställning intog han dock först flera decennier efter sin död, genom att den framgångsrike preussiske generalstabschefen Helmuth von Moltke framhöll Clausewitz betydelse och att han själv var påverkad av hans tankar.

## Eftermäle
Asteroiden 12873 Clausewitz är uppkallad efter honom.

### Verk
- Clausewitz, Carl von. Om Kriget. I svensk översättning av Hjalmar Mårtenson. Stockholm: Bonnier fakta, 1991.
- principles of war i engelsk översättning.